# Medienpreis des Deutschen Bundestages
Der Medienpreis des Deutschen Bundestages wurde 1993 vom Deutschen Bundestag gestiftet, und prämiert herausragende Arbeiten zum Parlamentarismus. Die Stiftung erfolgte zusammen mit dem Wissenschaftspreis des Deutschen Bundestages.
Nachdem der Preis bis 1996 jährlich vergeben wurde, erfolgte die Preisvergabe von 1996 bis 2006 nur noch alle zwei bis drei Jahre. Seit 2006 wird der Medienpreis jährlich verliehen. Der Preis ist mit 5.000 Euro dotiert.
Die Jury, die über die jeweiligen Preisempfänger entscheidet, setzt sich aus Hauptstadtjournalisten zusammen, die selbst mit der Berichterstattung über den Bundestag befasst sind oder waren. Zuletzt gehörten der siebenköpfigen Jury Pinar Atalay (RTL), Shakuntala Banerjee (ZDF-Hauptstadtstudio), Anita Fünffinger (Bayerischer Rundfunk), Tina Hildebrandt (Die Zeit), Jan Hollitzer (Thüringer Allgemeine), Claudia Nothelle (Hochschule Magdeburg-Stendal) und Marc Felix Serrao (Neue Zürcher Zeitung) an.
Der parteilose Bundestagsabgeordnete Marco Bülow kritisierte im August 2020 in einem Offenen Brief an den Bundestagspräsidenten Wolfgang Schäuble die Beteiligung des Welt-Bloggers Rainer Meyer („Don Alphonso“) an der Jury. Sie habe dadurch „eine starke rechtskonservative Schlagseite“. Den offenen Brief schrieb er, nachdem Journalisten ihm mitgeteilt hatten, dass diese ihre Beiträge nicht einreichen, weil der Medienpreis seinen unabhängigen Ruf verloren habe.

## Preisträger

### 1993
- Herbert Riehl-Heyse: Man schlägt den Sack und trifft den Esel. In: Süddeutsche Zeitung. 17./18. Oktober 1992
- Rainer Busch: Zusammen aus dem Dreck. In: Gemischte Gefühle – Einheitsalltag in Mecklenburg-Vorpommern. 1993

### 1994
- Klaus-Peter Schmid: Demokratie aus der Kiste. In: Die Zeit. Juni 1994
- Elmar Theveßen: Parlament der leeren Stühle (Bonn direkt), ZDF, 1994.

### 1995
- Stefan Kuhn: Vom Schutz vor Piraten bis zu den Brötchen an der Tankstelle – Abgeordnete in Bonn. In: Frankfurter Rundschau. 24. August 1994 und Unser Arbeitsplatz ist nicht allein das Plenum. In: Frankfurter Rundschau. 17. September 1994
- Klaus Rommerskirchen, Live-Berichterstattung zur Kanzlerwahl, 5. November 1994, ZDF

### 1996
- Stephan Haselberger: Der weibliche Störfaktor im sächsischen Landtag – Die PDS-Abgeordnete Christine Ostrowski nervt. In: Welt am Sonntag. 2. Juli 1995
- Ekkehard Kohrs: Lebenswerk (politische Berichterstattung im Bonner General-Anzeiger)
- Ludwig Dohmen: Die Sitzung ist eröffnet! – Ein akustisches Portrait des Deutschen Bundestages in Bonn. WDR Radio 5, 21. Juni 1995.

### 1999
- Helmut Lölhöffel: Berichterstattung über den Untersuchungsausschuss Plutonium
- Phoenix-Redaktion, Beiträge Reichstagseröffnung und Historische Debatten

### 2001
- Steffen Mack: Lust und Frust unter der Glaskuppel – Abgeordnete müssen sehen, wo sie bleiben. In: Mannheimer Morgen. 8. Mai 2001
- Christian Vogg: Angekommen in der Berliner Republik? Zwei Hinterbänkler – beobachtet zwischen Bundes- und Reichstag. WDR Radio 5, 2. Januar und 9. Januar 2000

### 2003
- Susanne Führer: Auf Vertrauen und Gewissen – Die Gewissensfrage des Kanzlers und das Gewissen des Abgeordneten Klaus Barthel. Deutschlandradio, 18. November 2001

### 2006
- Robert Birnbaum: Der du hier eintrittst, lasse alle Hoffnung fahren. Aus aktuellem Anlass einige Anmerkungen zur Dynamik eines parlamentarischen Untersuchungsausschusses. In: Der Tagesspiegel. 6. März 2005

### 2007
- Nachrichtenredaktion des Deutschlandfunks für die herausragende Berichterstattung über den Parlamentarismus

### 2008
- Dirk Kurbjuweit und Christoph Schwennicke: Gefährliche Trägheit. In: Der Spiegel. 20/2008

### 2009
- Jasper von Altenbockum und das Ressort Politische Nachrichten der Frankfurter Allgemeinen Zeitung für die Serie Deutschland – ein Puzzle
- Eckart Gaddum, Nick Leifert und Malte Borowiack von der ZDF-Onlineredaktion für den ZDF-Onlineauftritt Die Berlin-Bilanz
- Stephan Lamby (ARD), für die TV-Reportage Retter in Not

### 2010
- Anita und Marian Blasberg: Dossier Der Dicke und die Demokraten. In: Die ZEIT. 30. September 2010
- Sonderpreis für Günter Bannas

### 2011
- Jan Grossarth von der Frankfurter Allgemeinen Zeitung für einen Beitrag über Ex-Landesministerin Astrid Grotelüschen

### 2012
- Karsten Kammholz, Volker ter Haseborg, Ulf B. Christen und Lars-Marten Nagel vom Hamburger Abendblatt für ein Dossier über den Sturz des schleswig-holsteinischen CDU-Politikers Christian von Boetticher

### 2013
- Matthias Deiß, Jochen Graebert und Robin Lautenbach (ARD): TV-Dokumentation Staatsversagen – Der NSU-Ausschuss und die schwierige Aufarbeitung

### 2014
- Martina Meißner für ihren ZeitZeichen-Beitrag vom 10. Dezember 2013 zum 60. Jubiläum der parlamentarischen Zwischenfrage[3]
- Sonderpreis des Medienpreises Politik an Ulrich Deppendorf: Chefredakteur ARD-Hauptstadtstudio[4]

### 2015
- Sandra Stalinski: Rhetorik der Macht: Wie wird man (als) Politiker?, Deutschlandradio Kultur – Website, 6. Juli 2015.

Auf Platz zwei wurde Netzpolitik.org gewählt, für das Live-Blog Wir wollten aus Snowden-Dokumenten lernen, ob wir das auch können aus dem NSA-Untersuchungsausschuss, auf Platz drei Werner Schulz für das Interview Gegen Windmühlen reden.

### 2016
- Malte Henk für seinen Artikel Wie ich auszog die AfD zu verstehen, erschienen am 10. März 2016 im Dossier der Wochenzeitung Die Zeit

### 2017
- Robin Alexander für seinen Artikel Das Bild, das es nicht geben sollte, erschienen am 5. März 2017 in der Zeitung Welt am Sonntag.

### 2019
- Johannes Leithäuser und Matthias Wyssuwa für Frust und Frieden, erschienen am 3. Februar 2018 in der Frankfurter Allgemeinen Zeitung (FAZ). Der Artikel stelle die Funktionsweise von „Politik auf mehreren Ebenen“ dar, durch Betrachtung der Frage: „Wie hängt eine Werft in der ostdeutschen Provinz mit den Koalitionsverhandlungen in Berlin zusammen und was hat der Streit über Rüstungsexporte mit den Sorgen in Vorpommern zu tun?“[6]

### 2020
- Matthias Leitner, Eva Deinert und Markus Köbnik (Bayerischer Rundfunk) für das Digitalprojekt Ich, Eisner! 100 Jahre Revolution in Bayern, 14. Oktober 2018 – 26. Februar 2019

### 2021
- Nico Fried und Boris Herrmann (Süddeutsche Zeitung) für die Reportage Die da über die abschließenden Haushaltsberatungen für den Bundeshaushalt 2020

### 2022
- Karoline Meta Beisel, Constanze von Bullion, Lara Fritzsche und Nicola Meier, Handy-Jahre einer Kanzlerin, Süddeutsche Zeitung Magazin, 3. September 2021

### 2023
- Christian Schweppe, Das Klubhaus und Der Millionenmann, The Pioneer, 25. Mai und 13. Dezember 2022